# Stanisław Ratomski

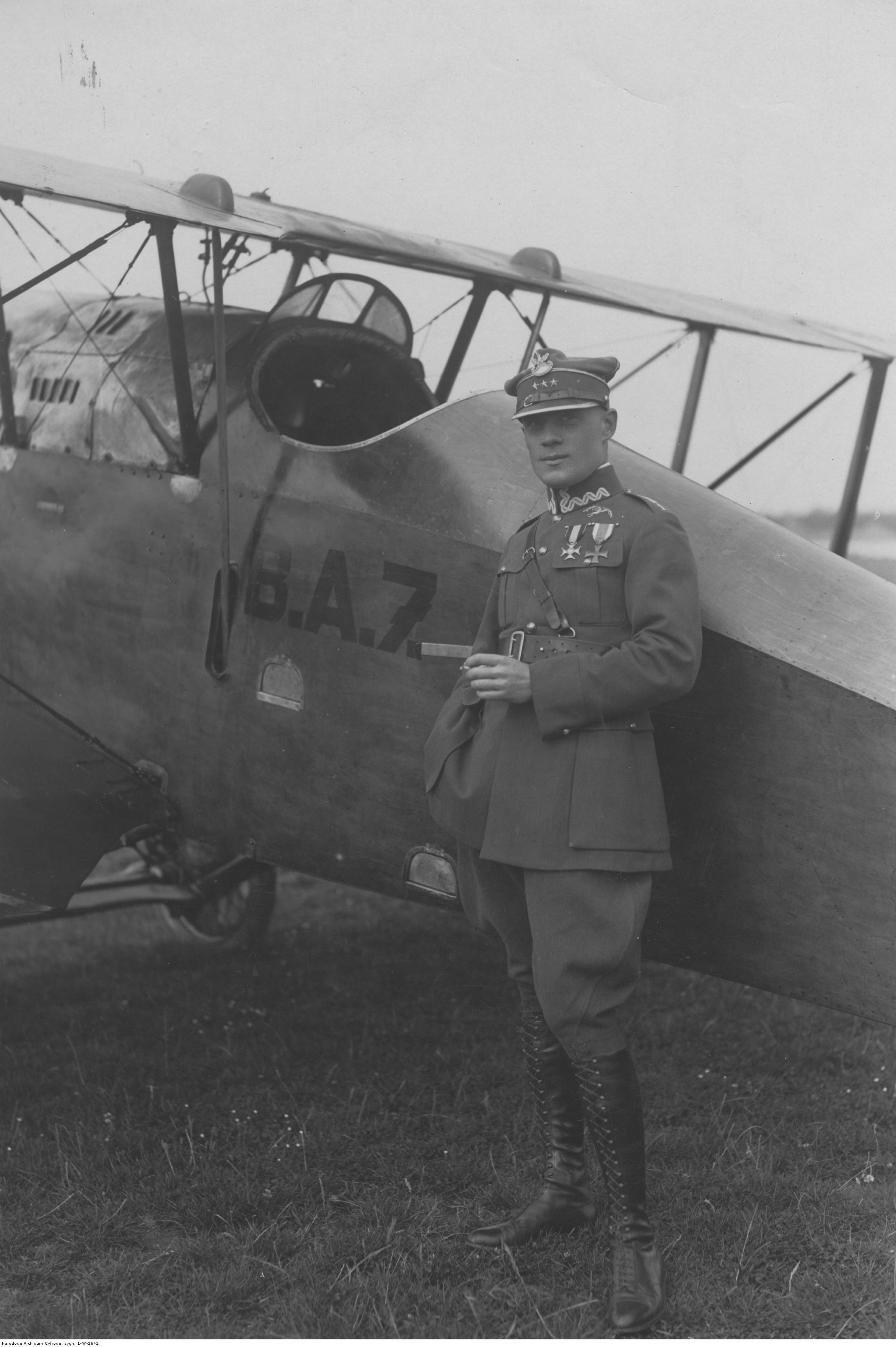
Kpt. Stanisław Ratomski, przy samolocie Ansaldo A.1 Balilla, po locie na trasie Kraków-Bukareszt

Stanisław Ratomski (ur. 4 grudnia 1896 na st. kolej. Prudy, zm. 8 maja 1981 w Wielkiej Brytanii) – major pilot–obserwator Wojska Polskiego i Polskich Sił Powietrznych w Wielkiej Brytanii, kawaler Orderu Virtuti Militari.

## Życiorys
Urodził się 4 grudnia 1896 na stacji kolejowej Prudy, w rodzinie Józefa i Karoliny z Downarowiczów.
Wstąpił do odrodzonego Wojska Polskiego i w 1919 roku został skierowany na kurs obserwatorów w Oficerskiej Szkole Obserwatorów Lotniczych w Toruniu. Po jego ukończeniu otrzymał przydział do 3 eskadry wywiadowczej, w składzie której walczył podczas wojny polsko-bolszewickiej. Brał udział w bitwie warszawskiej i bitwie nad Niemnem.
23 kwietnia 1920 roku, w ramach przygotowywania operacji kijowskiej, wystartował z ppor. pil. Stefanem Żochowskim na rozpoznanie w rejon Koziatynia. W wyniku awarii silnika lądowali przymusowo w okolicach Sachnówki. Samolot skapotował, jednak załoga wyszła z wypadku bez obrażeń a samolot po remoncie służył w jednostce. 26 kwietnia wystartował ponownie w załodze z pil. Stefanem Żochowskim na rozpoznanie sytuacji przy mostach na Irszy i Teterwi. Zadanie zostało wykonane, potwierdzili uchwycenie mostów przez polskie oddziały. Natomiast ich samolot został uznany za wrogi i silnie ostrzelany przez polską kawalerię i piechotę.
Wyróżnił się 8 maja 1920 roku kiedy to wspierał piechotę polską w walkach nad Dnieprem i w okolicach stacji kolejowej Darnica. W załodze z ppor. pil. Józefem Krzyszkowskim przeprowadzał rozpoznanie rejonu Kijowa. Z niskiego pułapu zaatakowali oddziały Armii Czerwonej oraz uniemożliwili lokomotywie dojazd na stację kolejową i zabranie przygotowanego składu. Pomimo uszkodzenia samolotu powrócili na macierzyste lotnisko, gdzie złożyli meldunek marszałkowi Józefowi Piłsudskiemu.
15 maja, w załodze z por. pil. Stefanem Żochowskim bombardował stację kolejową Bobrik. Silny ogień przeciwlotniczy nie pozwolił im na wykonanie ataku z niskiego pułapu co spowodowało nieskuteczność bombardowania.
19 i 20 maja brał udział, w załodze z ppor. Tadeuszem Praussem, w nalotach na stację kolejową Demirki, gdzie były zgromadzone transporty wojskowe i pociągi pancerne nieprzyjaciela. Polskim lotnikom udało się uszkodzić pociąg pancerny "Lenin" co został okupione zestrzeleniem samolotu załogi Prauss-Ratomski. Lotnicy zdołali powrócić do macierzystej jednostki.
28 maja i 1 czerwca 1920 roku wspierał polskie oddziały broniące Rżyszewa i Witaczewa. 1 czerwca wykonał lot w celu nawiązania łączności z oddziałami 7 Dywizji Piechoty. Po ich odnalezieniu zaatakował czerwonoarmijną konnicę zagrażającą 7 DP, czym doprowadził do rozproszenia oddziału nieprzyjaciela. W wyniku uszkodzeń polska załoga była zmuszona lądować przymusowo w rejonie Białej Cerkwi. Ratomski sprowadził pomoc, co pozwoliło ewakuować uszkodzoną maszynę.
18 sierpnia 1920 roku, w załodze z por. pil. Marianem Romeyko, przeprowadził rozpoznanie z bombardowaniem w kierunku Węgrowa i Drohiczyna. W wyniku rozpoznania 4 Armia przeprowadziła skuteczny kontratak w rejonie Drohiczyna.
26 września 1920 roku, podczas operacji niemeńskiej, przyczynił się do nawiązania łączności z grupą wypadową na Lidę. Wylądował w pobliżu odciętej 1 Dywizji Piechoty Legionów i przekazał jej dowództwu wyniki rozpoznania rejonu Lidy. Następnie poleciał do Białegostoku, gdzie w Głównej Kwaterze Naczelnego Wodza zameldował o sytuacji l DP Leg. i przekazał otrzymany meldunek.
W czasie wojny polsko-bolszewickiej wykonał 54 loty bojowe, w tym: 35 lotów na rozpoznanie, 16 na bombardowanie, 2 na rozpoznanie połączone z bombardowaniem i 1 na przekazanie rozkazów. 20 października 1920 otrzymał tytuł i odznakę obserwatora na czas służby w Wojskach Lotniczych. 19 stycznia 1921 roku został zatwierdzony z dniem 1 kwietnia 1920 roku w stopniu porucznika, w Wojskach Lotniczych, w grupie oficerów byłych Korpusów Wschodnich i byłej armii rosyjskiej.
Po zakończeniu wojny pozostał w wojsku. 1 czerwca 1921 roku nadal pełnił służbę w 3 eskadrze lotniczej, a jego oddziałem macierzystym był 1 pułk lotniczy w Warszawie. 3 maja 1922 roku został zweryfikowany w stopniu kapitana ze starszeństwem z 1 czerwca 1919 roku i 80. lokatą w korpusie oficerów aeronautycznych. 1 marca 1924 roku został mianowany oficerem taktycznym 2 pułku lotniczego. Poza służbą na tym stanowisku od lipca 1924 do maja 1925 roku i od września 1926 r. do lipca 1928 r. był dowódcą II dywizjonu lotniczego w 2 pl. 1 grudnia 1924 roku został mianowany majorem ze starszeństwem z 15 sierpnia 1924 roku i 28. lokatą w korpusie oficerów aeronautycznych. 1 grudnia 1927 roku został skierowany na czteromiesięczny kurs dla oficerów sztabowych lotnictwa przy Centrum Wyższych Studiów Wojskowych w Warszawie. Po jego ukończeniu został dowódcą dywizjonu w 5 pułku lotniczym. Na przełomie 1930 i 1931 roku objął dowództwo pułkowego dywizjonu szkolnego. Z dniem 31 sierpnia 1935 roku został przeniesiony w stan spoczynku.
W czasie II wojny światowej przedostał się do Wielkiej Brytanii, gdzie wstąpił do RAF (otrzymał numer służbowy P-0406). Służył w Polskich Siłach Powietrznych.
11 września 1947, po powrocie do Polski, został zarejestrowany w Rejonowej Komendzie Uzupełnień Poznań Miasto. Mieszkał w Nowej Soli i Poznaniu. Zmarł 8 maja 1981. 13 grudnia 1996 został pochowany na cmentarzu Junikowo w Poznaniu (pole 6, kwatera 5-G-9).

## Ordery i odznaczenia
- Krzyż Srebrny Orderu Wojskowego Virtuti Militari nr 306 – 8 kwietnia 1921[22][23]
- Krzyż Walecznych
- Srebrny Krzyż Zasługi – 4 marca 1925 „za zasługi położone dla armji Rzeczypospolitej Polskiej w dziedzinie rozwoju lotnictwa”[24]
- Polowa Odznaka Obserwatora nr 15 – 11 listopada 1928 „za loty bojowe nad nieprzyjacielem w czasie wojny 1918–1920”[25]